# Romain Grégoire
Pour les articles homonymes, voir Grégoire.
Romain Grégoire, né le 21 janvier 2003 à Besançon, est un coureur cycliste français. Triple champion de France chez les juniors (moins de 19 ans), il devient champion d'Europe juniors le 10 septembre 2021,,.

## Biographie

### Catégories de jeunes
Romain Grégoire découvre très vite le cyclisme en prenant l'exemple de son père qui pratique le cyclotourisme, il se lance donc dès l'âge de 6 ans par le VTT à l'ASPTT Besançon et passera à la course en ligne sur route dès l'adolescence (13-14 ans).  
En août 2019, il se classe quatrième du championnat de France sur route cadets (moins de 17 ans). En novembre, il est sélectionné pour la première fois avec l'équipe de France de cyclo-cross pour une manche de Coupe du monde chez les juniors, où il prend la 22e place. Un mois plus tard, il est champion de Bourgogne-Franche-Comté de cyclo-cross juniors, puis se classe cinquième du championnat de France de la discipline chez les juniors.  
En 2020, pour sa première année sur route chez les juniors, il est membre de l'AC Bisontine et bénéficie du programme de l'équipe Van Rysel-AG2R La Mondiale. En raison de la pandémie de Covid-19, il doit attendre le mois d'octobre pour courir sa première compétition internationale, en l'occurrence La Philippe Gilbert Juniors. Lors de celle-ci, il se classe deuxième du général derrière Arnaud De Lie. Trois semaines plus tard, il prend le départ au dernier moment des championnats de France sur route juniors, où il remporte en solitaire le titre sur la course en ligne et termine quatrième du contre-la-montre. 
En 2021, pour sa deuxième année en tant que junior, il met le cyclo-cross de côté, pour se concentrer sur la saison sur route. Après des bons résultats sur le circuit amateur français, il gagne en juin le Trofeo Guido Dorigo à l'issue d'un duel avec Cian Uijtdebroeks. Le 14 juillet, sous les couleurs d'AG2R Citroën U19, il s'impose lors de la dernière étape et gagne le classement général du Tour du Valromey devant Uijtdebroeks et Lenny Martinez. Dans la foulée, il est sacré une deuxième fois en solitaire champion de France sur route juniors et décroche également le titre sur le contre-la-montre. Vainqueur d'étape sur Aubel-Thimister-Stavelot, il est ensuite champion d'Europe sur route juniors, à l'issue d'un sprint à trois avec Per Strand Hagenes et Martinez. Deux semaines plus tard, Hagenes prend sa revanche au championnat du monde sur route juniors et Romain Grégoire doit se contenter de la médaille d'argent. En fin de saison, il est cinquième de Paris-Roubaix juniors après avoir crevé et gagne une étape du SPIE Internationale Juniorendriedaagse.

### 2022: avec la continentale Groupama-FDJ
En janvier 2022, Romain Grégoire rejoint l'équipe Continentale Groupama-FDJ, réserve de la formation World Tour Groupama-FDJ. Le 8 janvier, il devient champion de France de cyclo-cross espoirs (moins de 23 ans). En avril, il remporte trois courses du calendrier international espoir en quatre jours, à savoir Liège-Bastogne-Liège espoirs, le Giro del Belvedere et le Gran Premio Palio del Recioto. Le mois suivant, il s'impose sur la Flèche ardennaise et se classe deuxième de l'Alpes Isère Tour. Il remporte le 24 août la sixième étape du Tour de l'Avenir.

### Depuis 2023: membre de Groupama-FDJ
Grégoire rejoint en 2023 l'équipe première Groupama-FDJ, membre du World Tour. Après des débuts sur le Tour des Alpes-Maritimes et du Var, il obtient la cinquième place de l'Ardèche Classic, la sixième place du Trofeo Laigueglia puis la huitième place des Strade Bianche, son premier top 10 au niveau UCI World Tour. En mai, seulement battu par Arnaud De Lie lors du Grand Prix du Morbihan, il remporte ensuite sa première victoire professionnelle à l'occasion de la deuxième étape des Quatre Jours de Dunkerque sur une arrivée en côte à Laon. Dixième le lendemain du contre-la-montre, il est alors placé au classement général. Grégoire attaque ensuite à la fin de l'étape-reine dans l'ascension de Cassel. Seulement suivi par Per Strand Hagenes qui remporte l'étape, Grégoire prend la tête du classement général avec 13 secondes d'avance sur le précédent leader, Kasper Asgreen. Il remporte le classement général au terme de la dernière étape et devient le plus jeune vainqueur de cette épreuve.
En août, il remporte à Bénévent-l'Abbaye la première étape du Tour du Limousin, en solitaire, après avoir attaqué à 18 km de l'arrivée. Il conforte son maillot jaune en gagnant la troisième étape au Puy de Bort, et remporte la course à l'issue de la quatrième étape gagnée par Hugo Page. Comme sur la première étape, il devance au classement général Benoît Cosnefroy. Il devient le néo-professionnel qui a remporté le plus de victoires en 2023, ainsi que le coureur de la Groupama-FDJ ayant le plus gagné de la saison.
Il s'aligne ensuite sur le Tour d'Espagne, son premier grand tour. Placé à deux reprises dans les dix premiers d'étapes de la première semaine, Grégoire figure dans l'échappée qui se dispute la victoire lors de la onzième étape. Il est battu par Jesús Herrada au sommet de la Laguna Negra de Vinuesa.

#### 2024:1revictoire en World Tour
La saison 2024 de Romain Grégoire commence sur la Classic Var où il se classe 10e d’une course gagnée par son coéquipier Lenny Martinez. Il prend ensuite le départ du Tour des Alpes-Maritimes et termine à la 7e place du classement général. Fin mars, il s’engage sur plusieurs courses d’un jour : la Faun-Ardèche Classic (2e), le Trophée Laigueglia (11e) et les Strade Bianche (39e). Quelques jours plus tard, il participe pour la première fois à Tirreno-Adriatico et se classe 13e de l’épreuve en ayant été placé dans le top 10 durant les six premiers jours. Lors du Tour du Pays basque, Romain Grégoire réalise une très belle performance et remporte la 5e étape. Il participe aux trois grandes classiques ardennaises (Amstel Gold Race, Flèche wallonne et Liège-Bastogne-Liège) et termine respectivement 12e, 7e puis 24e de ces courses. Très en forme, le Français termine deuxième d’une étape du Critérium du Dauphiné. En juillet, il prend part au Tour de France et gagne le classement de la combativité lors de la 17e étape grâce à une belle échappée. En août, il se classe 4e du Tour de Pologne en entrant trois fois dans le top 10 lors des trois premières étapes. Il conclut sa saison en Italie où il obtient plusieurs places d'honneur notamment sur la Coppa Agostoni (2e), le Tour de Vénétie (3e) et la Veneto Classic (2e).

#### 2025
Romain Grégoire commence sa saison 2025 à l'occasion du Tour de l'Algarve. Durant ces cinq jours au Portugal, il réalise plusieurs belles performances lors des étapes en ligne avant de se classer 4e du contre-la-montre final à 29s de Jonas Vingegaard. Il termine 4e du classement général et remporte le maillot blanc de meilleur jeune de cette course. Le 1er mars, il remporte l'Ardèche Classic alors que plusieurs de ses concurrents se sont trompés de route dans les derniers hectomètres. 
En juin, il remporte en solitaire la 1re étape du Tour de Suisse et garde le maillot jaune pendant quatre étapes. Quelques jours plus tard, il s'illustre en terminant deuxième de la course en ligne des Championnats de France de cyclisme sur route, derrière Dorian Godon. Sur le Tour de France, il fait partie du groupe de tête sur la 20e étape et semble en mesure de gagner, mais il chute à la suite d'Iván Romeo et n'arrive à Pontarlier qu'à la cinquième place.

## Caractéristique
Selon Nicolas Boisson, son entraîneur à la Continentale Groupama-FDJ, Grégoire est « un puncheur ayant également des aptitudes au sprint, capable d'être performant sur les classiques ardennaises. Sa limite se situe dans les ascensions longues et surtout dans les cols à fort pourcentage ».

## Palmarès sur route

### Palmarès professionnel
- 2023
  - Quatre Jours de Dunkerque :
    - Classement général
    - 2e étape

  - Tour du Limousin-Périgord-Nouvelle-Aquitaine :
    - Classement général
    - 1re et 3e étapes

  - 2e du Grand Prix du Morbihan
  - 8e des Strade Bianche
- 2024
  - 5e étape du Tour du Pays basque
  - 2e de l'Ardèche Classic
  - 2e de la Coppa Agostoni
  - 2e de la Veneto Classic
  - 3e du Tour de Vénétie
  - 4e du Tour de Pologne
  - 7e de la Flèche wallonne
- 2025
  - Ardèche Classic
  - 1re étape du Tour de Suisse
  - 2e du championnat de France sur route
  - 7e de l'Amstel Gold Race
  - 7e de la Flèche wallonne

### Résultats sur les grands tours

#### Tour de France
2 participations
- 2024 : 41e
- 2025 : 34e

#### Tour d'Espagne
1 participation
- 2023 : 42e

### Classements mondiaux
| Année                                 | 2022 | 2023 | 2024 |
| ------------------------------------- | ---- | ---- | ---- |
| Classement mondial                    | 301e | 72e  | 54e  |
| UCI Europe Tour                       | 242e | 60e  | 45e  |
|                                       |      |      |      |
| Légende : nc = non classéSource : UCI |      |      |      |

## Palmarès en cyclo-cross
- 2018-2019
  - 3e de la Coupe de France de cyclo-cross cadets
- 2019-2020
  - Champion de Bourgogne-Franche-Comté de cyclo-cross juniors
  - 5e de la Coupe de France de cyclo-cross juniors
- 2021-2022
  -  Champion de France de cyclo-cross espoirs

## Distinctions
- Vélo d'or français junior en 2020 et 2021, et espoir en 2022